# ナンバープレート

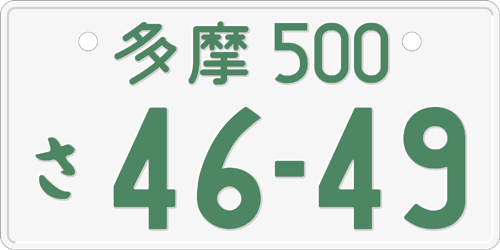
日本のナンバープレート
(登録車・自家用・中板)

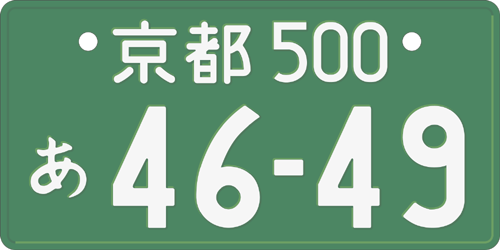
日本のナンバープレート
(登録車・事業用・中板)

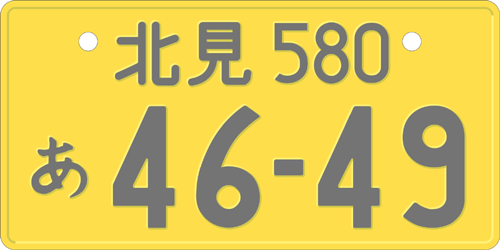
日本のナンバープレート
(軽自動車・自家用)

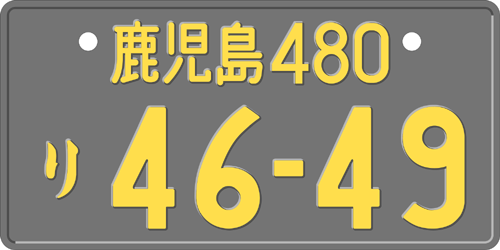
日本のナンバープレート
(軽自動車・事業用)

ナンバープレート（英語: Number Plate）または、自動車登録番号標（じどうしゃとうろくばんごうひょう、英語: vehicle registration plate）とは、自動車に取り付けられているプレート（板）のことであり、車両の識別や所有者の特定に使われる。

## 概要
ナンバープレートは、単一的な数字や文字、地域名などから成り立っており、たいていの国で公道を走行する自動車に取り付けが義務づけられており、つけていない場合は罰金となることもある。ナンバープレートは、自動車の車種（大型、小型、事業用など）の区別、盗難車の捜索、逃走中の被疑者や不審者の乗用していた自動車の特定など、車両の所有者や運転手の特定に役立つため取り付けることが義務とされている。しかし、意図的にナンバープレートにカバーを付けたり、曲げる者もいる。
またナンバープレートは、｢どこの、誰が持っているかを表す番号｣という性質を持つだけに個人情報のひとつと見る向きもある。テレビやインターネットなどで不特定多数に公開することを前提とする場合は、プライバシーの観点から自動車やバイクを被写体とした(あるいは映り込んだ)写真や動画などに、ぼかしやモザイク処理等を施して判別できないようにしてから公開される場合がある。
ほとんどの国では、ナンバープレートは政府や行政区画の機関などによって発行され、EUのナンバープレートのように複数の国で統一されたナンバープレートや、アメリカ合衆国のように州ごとにデザインが異なるナンバープレートなど、国や地域によってデザインや大きさが異なる。
ナンバープレートの呼び方は、イギリス英語の"number plate"からきている。アメリカやカナダでは、"license plate"（ライセンスプレート）とも呼ばれる。

## 歴史
ナンバープレートは1800年代の終わり頃、アメリカ合衆国で馬車の持ち主が自分の馬車だと示せるよう、世界で初めてナンバープレートを取り付けた。しかし、この馬車に取り付けるプレートは、政府によって義務付けられたわけではなかった。その後イタリアでは1897年から、フランスでは1901年から自動車にナンバープレートを付けている。
1903年にアメリカ・マサチューセッツ州とウエストバージニア州で、世界で初めて政府によってナンバープレートを取り付けることが義務付けられた。その後、多くの国や地域で取り付けが義務付けられるようになる。
ナンバープレートの大きさや材質は地域により異なっており、アメリカでは1957年にナンバープレートの規格が標準化された。その後多くの国や地域でもナンバープレートの色、形、大きさなどが標準化されていった。

## 材質
20世紀初頭のナンバープレートは皮革、ゴムやホーロー製であったが、いずれも耐久・耐候性に問題があり次第に金属製のプレートによって置き換えられた。ただし、第二次世界大戦中のアメリカ合衆国では戦略物資である金属を確保するため、大豆繊維を使用したプレートも登場した。現在では世界中の多くの国が、耐久性と加工性に優れた金属またはプラスチック製のプレートを採用している。

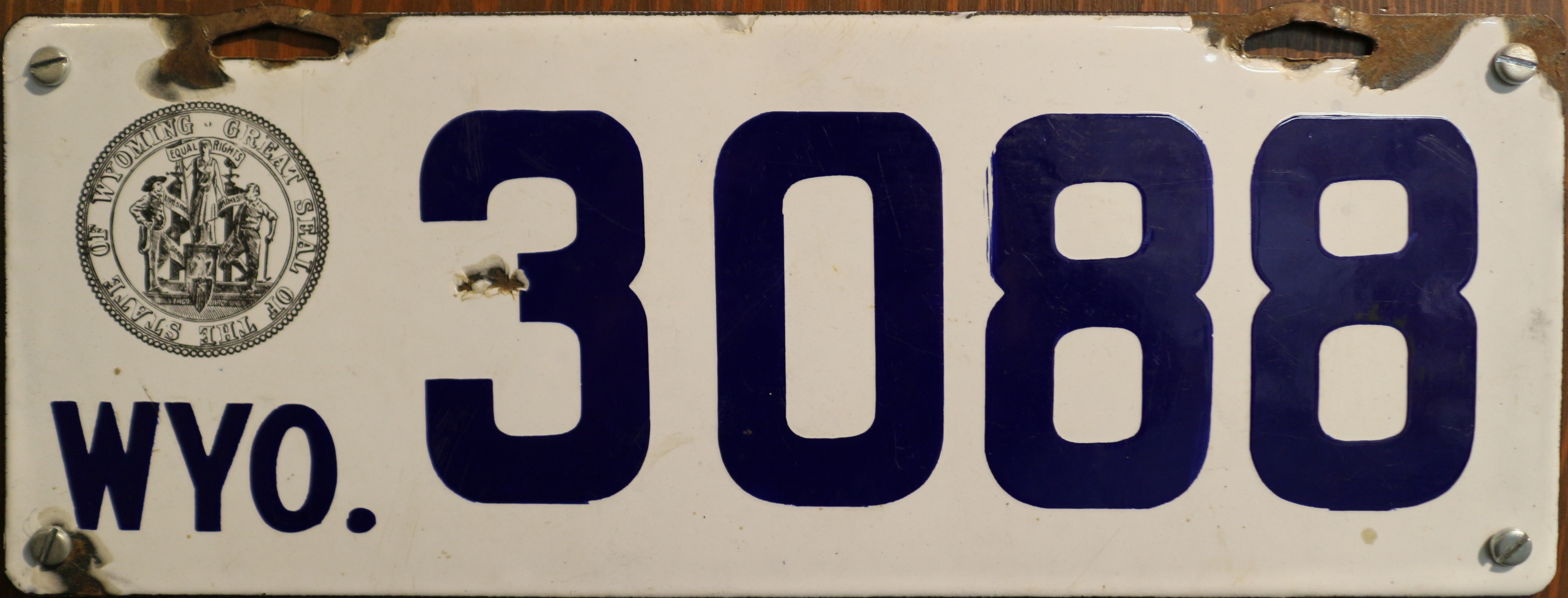
ワイオミング州で採用されていたホーロー製のプレート。鉄地が露出し酸化している（1916年）
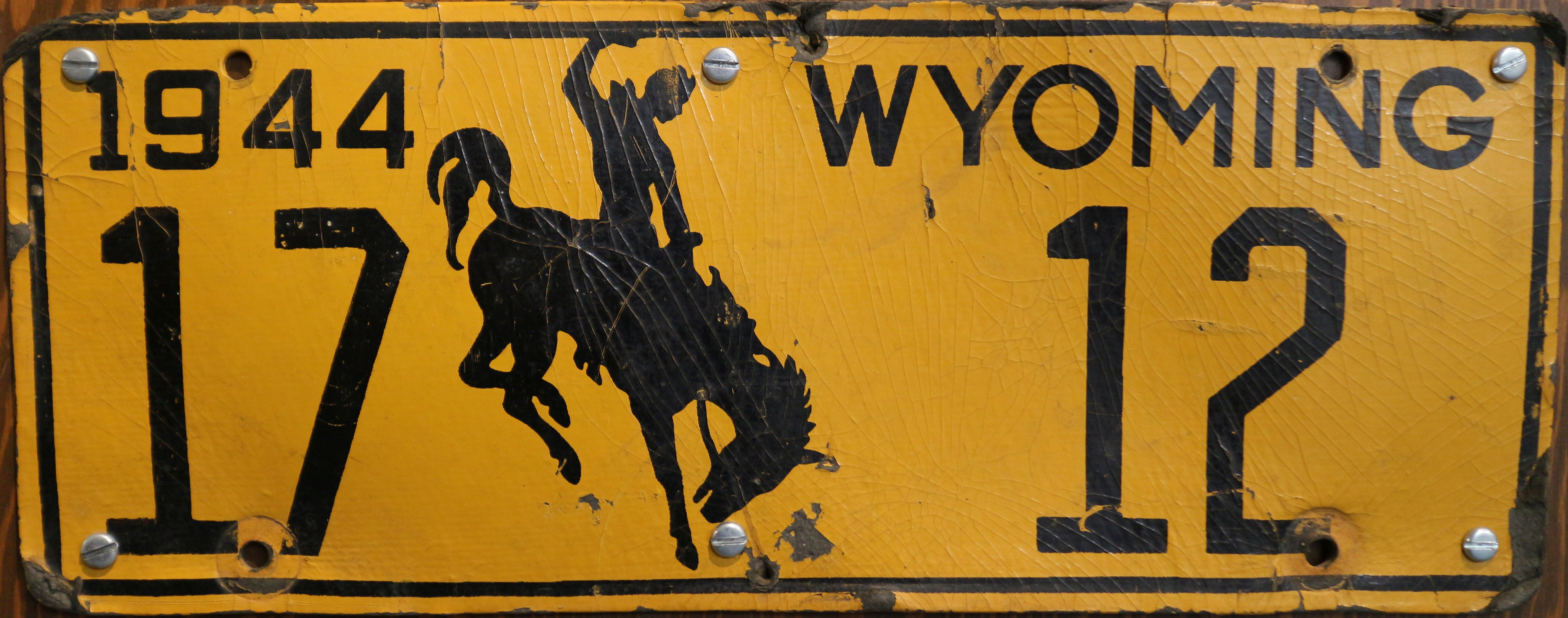
第二次世界大戦中のワイオミング州で採用されていた大豆繊維を使用したプレート（1944年）

## 各国のナンバープレート

代表的なナンバープレート寸法の比較

### アメリカ、カナダ
各州の州政府によって発行されている。アメリカとカナダのナンバープレートの形や大きさは標準化されており、サイズは6インチ×12インチ（152.40mm×304.80mm）で、縦横比は1：2。また、カナダ北極圏にあるノースウエスト準州とヌナブト準州には、世界に例を見ないホッキョクグマを象ったナンバープレートがある。アメリカは州によって前部の装着は任意となる(後部のみ義務付け)。

### EU諸国
ほとんどの国で形や大きさが統一されており、100mm×520mmまたは120mm×520mmが採用されている。縦横比はおよそ1:5の横長のサイズで、EUのシンボルと国際識別記号、アルファベットと数字で構成されている。EUに加盟していないヨーロッパ国家の一部（ノルウェー、セルビア、モルドバなど）やトルコでもほぼ同じ形式のナンバープレートが採用されているが、EUのシンボルの代わりに自国の国旗・国章などが書かれているか空欄になっている。

### ロシア
サイズはEUと同一（タイプ1、520 × 112 mm）だが、プレート内に区切り線があり、線の左側にキリル文字と数字の組み合わせからなる分類番号（例：A 000 AA）があり、線の右側には、数字（2桁もしくは3桁）で表記される自治体（州または共和国）の記号と国旗が表記される。2018年からGOST R 50577-2018（ГОСТ Р 50577-2018）によって、290 × 170 mm のタイプ1Aが用意された。これは日本のナンバープレート（330 × 165 mm）のサイズとほぼ同一で、日本から輸入された中古車などで使用されている。
導入時点では「Ё」「Й」「Ъ」「Ы」「Ь」を除くすべてのキリル文字が使用可能だったが、ヨーロッパ圏から車の出入りが増加することに伴い、交通事故などの際にナンバーが読み取れないことによるトラブル防止のため、1993年以降はラテン文字と同一形の「А」「В」「Е」「К」「М」「Н」「О」「Р」「С」「Т」「У」「Х」のみとなっている。

### 中華人民共和国
2007年現在、中国大陸・香港・マカオの三種類のシステムが存在する。中国大陸（本土）ナンバープレートは、簡体字による行政区分（省・直轄市・自治区など）の略字一文字とその下位区分を示す英字1文字、数字五桁の通し番号（部分的に英字が表記される場合もある）の順の表記となっている。マカオや香港から中国内地に乗り入れるには、マカオや香港のナンバープレートと、広東省が発行するナンバープレートの両方を装着したダブル・ライセンスが必要となる。

### 中華民国（台湾）
アルファベットと数字の組み合わせにより区別され、登録地が直轄市（台北市・高雄市）、省（台湾省）、県（福建省の所属の金門県、連江県のみ）単位で記載される。しかし、台湾では省が形骸化していることから、2007年からの新ナンバープレートへの転換にともない、登録地表記は廃止された。

### 韓国
近年まで日本と同様に、登録地、車種記号2桁、用途記号1字、一連番号4桁（例：서울 01 가 1234）で、サイズも普通車用が縦170mm×横336mmと極めて日本とよく似ていた。色は自家用は緑、事業用は黄となっている。その後、登録地表記を省略した新しい番号になり、2006年11月からサイズをEUと同様の横長とし（ただし、従来の車には取り付けが不可能なため、新造車のみ）、自家用車の色を従来の緑から白に変更した。但し、EVやプラグインハイブリッドは白ではなく、薄青の専用デザインである。
尚、登録のキャパシティが限界に達したことを理由に、2019年より車種記号が3桁となっている。

### ブラジル
一般車両用はアルファベット（英字）3文字と数字4桁の総7文字の組み合わせとなっていて、英字と数字の組み合わせは州ごとに決められている。その7文字の数列の上には、各州の英字2文字の略号（例：リオデジャネイロ州:RJ）と自治体名が記される。

### オーストラリア
自動車向けサイズは縦横比1:3、132mm×372mmが通常発行のサイズ。各州の州政府によって発行されているため州ごとにプレート色や文字色、フォント等が異なっている。多くの州で6桁または7桁のアルファベットと数字の組み合わせとなっているが、各州で有料のカスタムプレートを発行しており、通常発行サイズよりも小振りなもの、色違い、柄入り、素材違い、他国プレートデザイン(ドイツ風、アメリカ風、日本風)などを選ぶ事ができる。

### タイ
普通車（トゥクトゥクなどの3輪車を含む）は数字とタイ文字、大型車は数字のみ（2桁+ハイフン+4桁）で構成される。ともに下部に地名が表示される。一般車は白地、営業車は黄色地である。サイズは日本のもの（中板）に近いが、若干横長である。特徴的なものとして、正規のナンバー登録が終了するまで新車にいわば仮ナンバーとして取り付けられる赤地のプレートがある。このプレートを付けた車両は、高速道路を走行できないなどの制限を受ける。

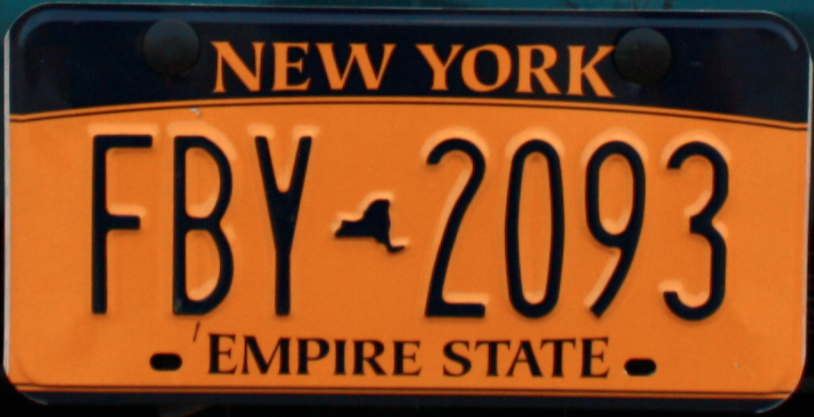
アメリカ合衆国・ニューヨーク州のナンバープレート
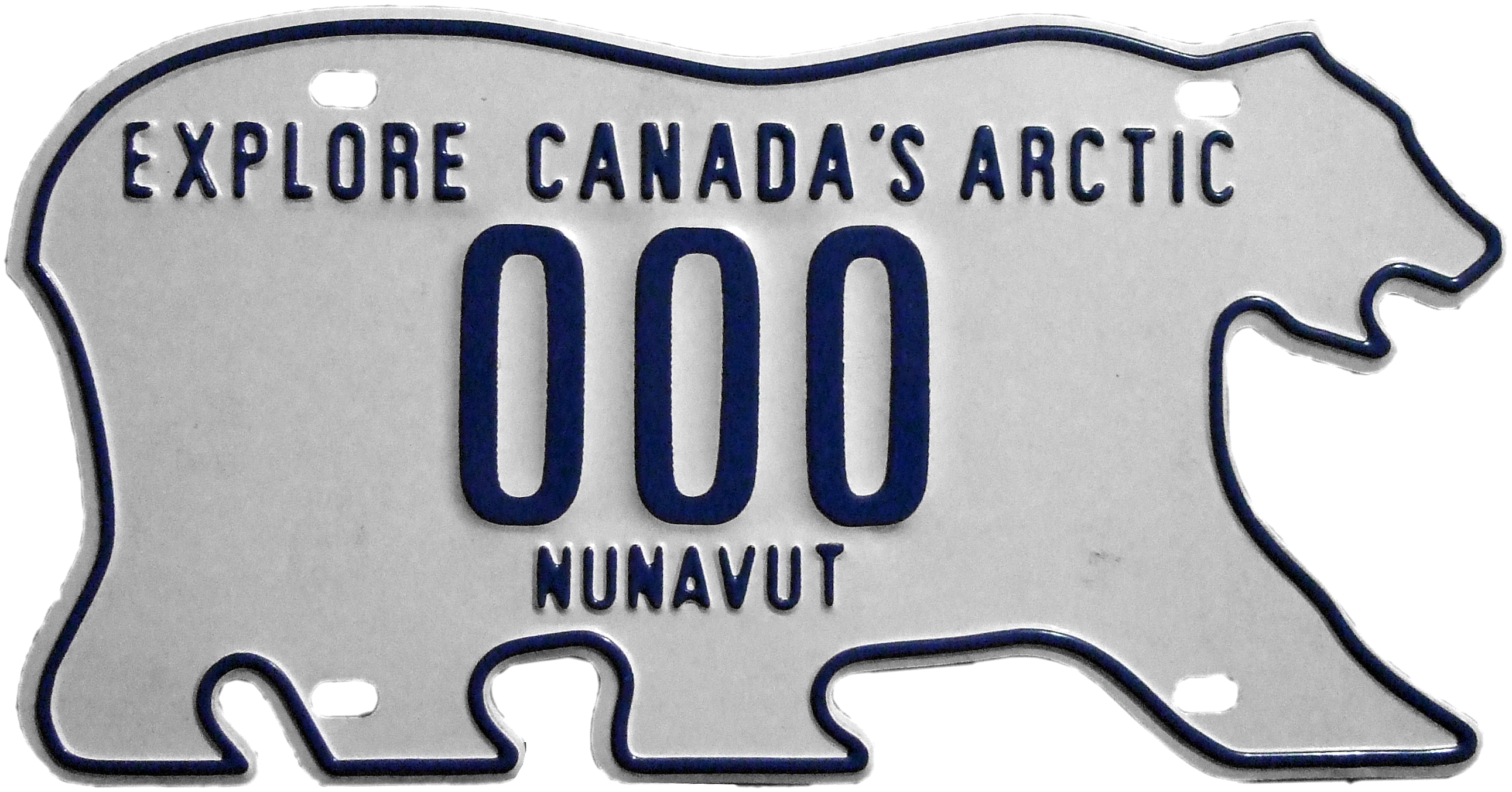
カナダ・ヌナブト準州のナンバープレート
イギリスのナンバープレート
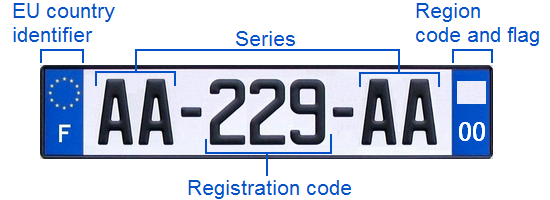
フランス（EU加盟国）のナンバープレート
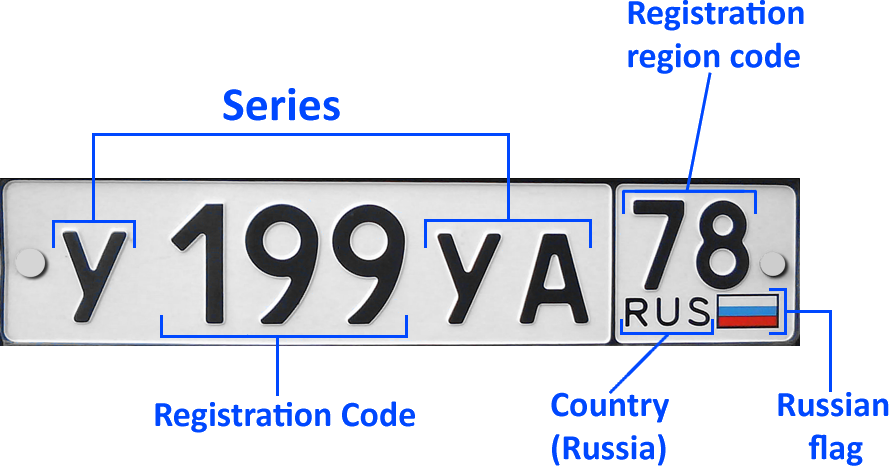
ロシアのナンバープレート
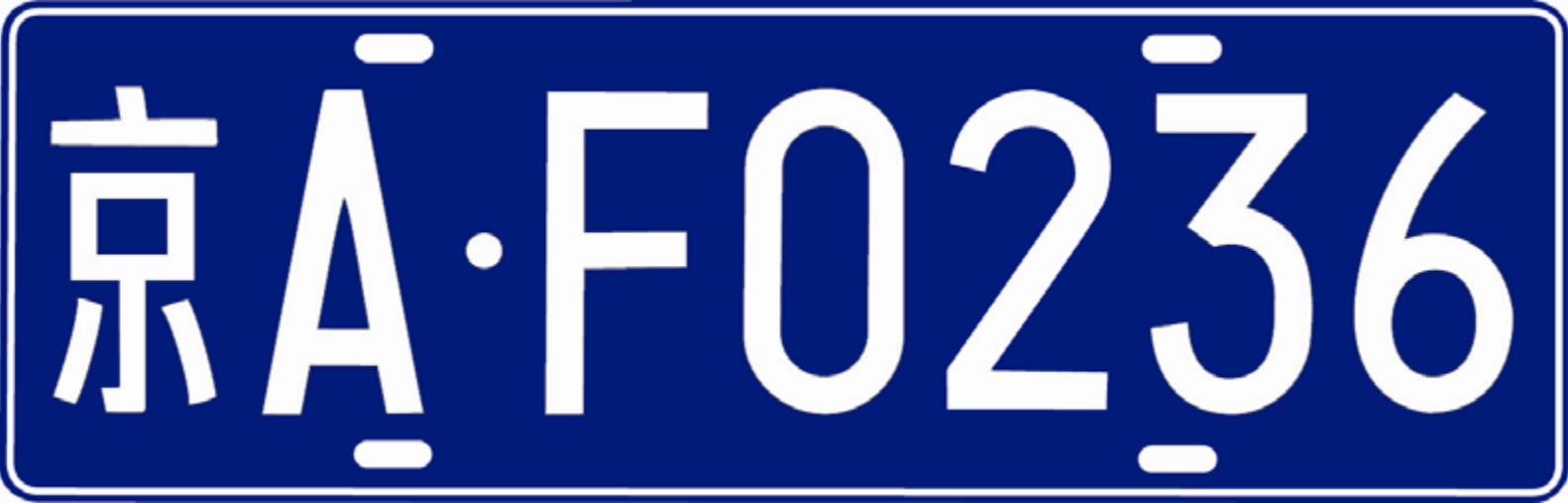
中華人民共和国・北京市のナンバープレート
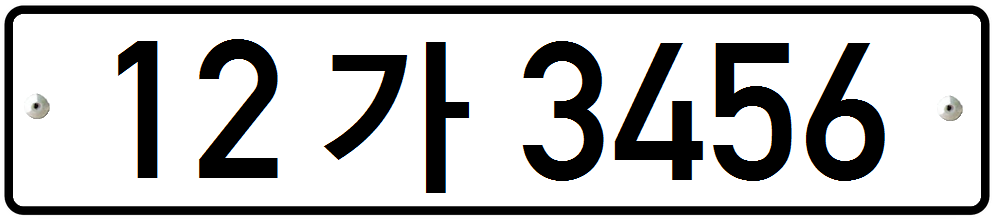
韓国のナンバープレート

## ナンバープレートの利用

### 渋滞解消のツール
渋滞に悩む都市には、ナンバープレートを利用して中心部への自動車流入制限を行うことがある。メキシコシティやボゴタでは、ナンバープレートの末尾が3、6、9の自動車は月曜日の午前6時-10時、午後4時-7時には運転できないなど複雑な規制をかけている。また、北京市や上海市などではナンバープレートの発行数そのものに制限をかけて自動車の購入や所有を抑制している。